# Tuvalu aux Jeux olympiques d'été de 2012
Les Tuvalu participent aux Jeux olympiques d'été de 2012 à Londres.
Pour sa seconde participation aux Jeux olympiques, le pays est représenté par deux coureurs et un haltérophile, qui ont essayé de remporter la première médaille olympique de l'histoire du pays.

## Athlétisme
Asenate Manoa prend part à l'épreuve du 100 mètres dames, et Tavevele Noa à celle du 100 mètres hommes.
Hommes
| Athlète      | Épreuve | Séries   | Séries | Quarts de finale | Quarts de finale | Demi-finales | Demi-finales | Finale       | Finale       |
| Athlète      | Épreuve | Résultat | Rang   | Résultat         | Rang             | Résultat     | Rang         | Résultat     | Rang         |
| ------------ | ------- | -------- | ------ | ---------------- | ---------------- | ------------ | ------------ | ------------ | ------------ |
| Tavevele Noa | 100 m   | 11 s 55  | 6      | Pas qualifié     | Pas qualifié     | Pas qualifié | Pas qualifié | Pas qualifié | Pas qualifié |

Femmes
| Athlète       | Épreuve | Séries   | Séries | Quarts de finale | Quarts de finale | Demi-finales  | Demi-finales  | Finale        | Finale        |
| Athlète       | Épreuve | Résultat | Rang   | Résultat         | Rang             | Résultat      | Rang          | Résultat      | Rang          |
| ------------- | ------- | -------- | ------ | ---------------- | ---------------- | ------------- | ------------- | ------------- | ------------- |
| Asenate Manoa | 100 m   | 13 s 48  | 7      | Pas qualifiée    | Pas qualifiée    | Pas qualifiée | Pas qualifiée | Pas qualifiée | Pas qualifiée |

## Haltérophilie
Tuau Lapua Lapua est qualifié dans la catégorie des 62 kg hommes.
| Athlète          | Compétition | Arraché  | Arraché | Épaulé-jeté | Épaulé-jeté | Total  | Rang |
| Athlète          | Compétition | Résultat | Rang    | Résultat    | Rang        | Total  | Rang |
| ---------------- | ----------- | -------- | ------- | ----------- | ----------- | ------ | ---- |
| Tuau Lapua Lapua | -62 kg      | 108 kg   | 13      | 135 kg      | 12          | 243 kg | 12   |